# Rico Preißinger
Rico Preißinger (* 21. Juli 1996 in Münchberg) ist ein deutscher Fußballspieler.

## Karriere
Rico Preißinger verbrachte seine ersten Jahre als Jugendfußballer beim 1. FC Stammbach, einem Verein aus dem Landkreis Hof. Im Jahr 2008 wechselte er in die Nachwuchsabteilung des 1. FC Nürnberg, für dessen U-17- und U-19-Bundesligamannschaften er anschließend auch spielte. Auch sein erstes Seniorenjahr absolvierte Preißinger beim „Club“: In der Saison 2015/16 kam er für die Nürnberger Regionalliga-Zweitvertretung zu 31 Einsätzen und erzielte dabei mit dem zwischenzeitlichen 1:1 beim 2:2-Unentschieden gegen die zweite Mannschaft des TSV 1860 München seinen ersten Treffer.
Zeitweise war Preißinger auch Kapitän der Nürnberger Regionalliga-Vertretung, die er im Sommer 2016 verließ, um zum VfR Aalen in die 3. Liga zu wechseln. Sein Profidebüt erlebte er am 30. Juli 2016, als ihn Trainer Peter Vollmann zum Saisonauftakt beim SV Wehen Wiesbaden in der Startelf aufbot. Aalen gewann das Spiel mit 2:1. Im Sommer 2018 wechselte er zum Zweitligaaufsteiger 1. FC Magdeburg. Zwei Jahre später wechselte er zum FC Ingolstadt 04.
Im Sommer 2023 wechselte er zu Preußen Münster. In seiner ersten Saison, die er für Preußen Münster bestritt, gelang ihm der Aufstieg in die 2. Fußball-Bundesliga.

## Erfolge
Preußen Münster
- Aufstieg in die 2. Bundesliga: 2024